# ناحیه ناصرخسرو
ناحیهٔ ناصرخسرو (به تاجیکی: Ноҳияи Носири Хусрав) یکی از ناحیه‌های اداری ولایت ختلان است که در جنوب غربی کشور تاجیکستان جای دارد این ناحیه به افتخار و یاد ناصر خسرو، چنین نامگذاری شده‌است.
این ناحیه تا سال ۲۰۰۴ بشکند (به معنی پنج روستا) نام داشت.

## مردم
بر پایهٔ آمار سال ۲۰۰۸ میلادی، این ناحیه ۲۷٬۴۰۰ نفر جمعیت داشته‌است. مردم این ناحیه به زبان فارسی تاجیکی سخن می‌گویند و پیرو مذهب حنفی می‌باشند.

## حکومت
سرور ناحیهٔ ناصرخسرو، رئیس حکومت آن است که توسط رئیس جمهور تاجیکستان برگزیده می‌شود، نهاد قانونگذاری ناحیهٔ ناصرخسرو، مجلس نمایندگان خلق می‌باشد که توسط رأی‌دهندگان این ناحیه برای ۵ سال انتخاب می‌شوند.

## تقسیمات
جماعت‌های این ناحیه بشرح زیر است:
| بخش‌های ناحیهٔ ناصرخسرو |       |
| جماعت (بخش)           | جمعیت |
| کمسومول               | ۱۵۳۴۲ |
| فیروزه                |       |
| استقلال               |       |